# Liste der Träger des Verdienstordens des Landes Rheinland-Pfalz/2021
Im Jahr 2021 wurden folgende Personen mit dem Verdienstorden des Landes Rheinland-Pfalz geehrt:
| Ordensträger              | Lebensdaten | Wohnort                | Wirken |
| ------------------------- | ----------- | ---------------------- | --- |
| Elke Boné-Leis            |             | Trier                  | Kinderschutzbund Trier                                                                                              |
| Astrid Clauss             |             | Mainz                  | ehrenamtliche Richterin am Sozialgericht Mainz                                                                      |
| Ingeborg Henzler          |             | Bendorf                | Vorstandsmitglied der Dr. Hans Riegel-Stiftung                                                                      |
| Klaus Merle               |             | Mainz                  | ehemaliger Leiter des Zentrums für Datenverarbeitung der Johannes Gutenberg-Universität Mainz                       |
| Klaus Puderbach           |             | Mainz                  | ehemaliger leitender Oberstaatsanwalt                                                                               |
| Thomas Pütz               |             | Bad Neuenahr-Ahrweiler | Mitgründer des Helfer-Shuttle                                                                                       |
| Claudia Margarete Rankers |             | Flörsheim am Main      | Vorstandsvorsitzende im Landesfrauenrat Rheinland-Pfalz                                                             |
| Marc Ulrich               |             | Bad Neuenahr-Ahrweiler | Mitgründer des Helfer-Shuttle                                                                                       |
| Fred Zepp                 |             | Mainz                  | Mitglied der Ständigen Impfkommission des Robert-Koch-Instituts                                                     |
| Heik Zimmermann           |             | Saulheim               | Mit-Initiator des Arbeitskreises Rheinland-Pfalz der Deutschen Gesellschaft für Transsexualität und Intersexualität |